# Harpinia dellavallei
Harpinia dellavallei is een vlokreeftensoort uit de familie van de Phoxocephalidae. De wetenschappelijke naam van de soort is voor het eerst geldig gepubliceerd in 1910 door Chevreux.